# Hankinson
Hankinson és una població dels Estats Units a l'estat de Dakota del Nord. Segons el cens del 2000 tenia 1.058 habitants.

## Demografia
Segons el cens del 2000, Hankinson tenia 1.058 habitants, 454 habitatges, i 261 famílies. La densitat de població era de 291,8 hab./km².
Dels 454 habitatges en un 25,1% hi vivien nens de menys de 18 anys, en un 47,4% hi vivien parelles casades, en un 7,7% dones solteres, i en un 42,3% no eren unitats familiars. En el 39,4% dels habitatges hi vivien persones soles el 25,3% de les quals corresponia a persones de 65 anys o més que vivien soles. El nombre mitjà de persones vivint en cada habitatge era de 2,14 i el nombre mitjà de persones que vivien en cada família era de 2,87.
Per edats la població es repartia de la següent manera: un 21,6% tenia menys de 18 anys, un 6% entre 18 i 24, un 21,3% entre 25 i 44, un 20,3% de 45 a 60 i un 30,9% 65 anys o més.
L'edat mediana era de 46 anys. Per cada 100 dones de 18 o més anys hi havia 76,2 homes.
La renda mediana per habitatge era de 28.125 $ i la renda mediana per família de 39.500 $. Els homes tenien una renda mediana de 29.417 $ mentre que les dones 17.955 $. La renda per capita de la població era de 15.676 $. Entorn del 6,2% de les famílies i el 12,1% de la població estaven per davall del llindar de pobresa.

## Poblacions més properes
El següent diagrama mostra les poblacions més properes.